# Tom Hamilton
Thomas William "Tom" Hamilton, född 31 december 1951 i Colorado Springs, Colorado, är en amerikansk basist.
Tom Hamilton har sedan 1970 varit basist i hårdrocksgruppen Aerosmith. Han har medverkat på alla gruppens studioalbum hittills.